# 梅奥贝克
梅奥贝克（法語：Méobecq，法語發音：[meɔbɛk]）是法国安德尔省的一个市镇，位于该省中西部，属于沙托鲁区。

## 地理
梅奥贝克（46°44'17"N, 1°24'44"E）面积35.56 平方千米，位于法国中央-卢瓦尔河谷大区安德尔省，布雷讷自然保护区内，境内地势平坦，植被茂盛，多湖沼。
与梅奥贝克接壤的市镇（或旧市镇、城区）包括：米涅、讷耶莱布瓦、尼雷勒费龙、旺德夫尔。
梅奥贝克的时区为UTC+01:00、UTC+02:00（夏令时）。

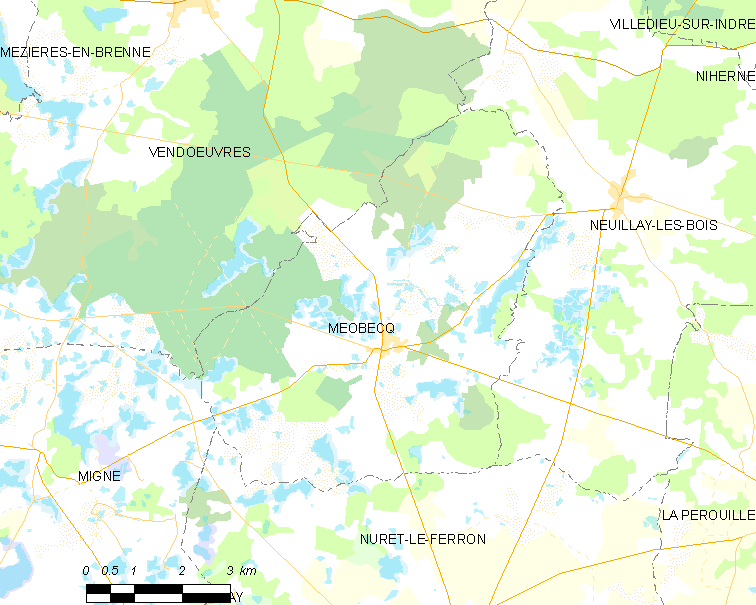
梅奥贝克的OSM定位图

## 行政
梅奥贝克的邮政编码为36500，INSEE市镇编码为36118。

## 政治
梅奥贝克所属的省级选区为圣戈捷县。

## 交通
梅奥贝克是这一地区的一个公路枢纽，安德尔省省道D11线、D14线、D27线在镇中心交汇，另有省道D21线经过境内北部。

## 人口

1962-2008年间梅奥贝克人口变化图示

梅奥贝克于2022年1月1日时的人口数量为366人。